# Nathriobrium methioides
Nathriobrium methioides är en skalbaggsart som beskrevs av Hovore 1980. Nathriobrium methioides ingår i släktet Nathriobrium och familjen långhorningar. Inga underarter finns listade i Catalogue of Life.